# Шлирзе (Германия)
Шлирзе (нем. Schliersee) — община в Германии, в земле Бавария. Расположена на берегу озера Шлирзе; один из районов расположен на несколько километров южнее на берегу озера Шпитцингзе и носит его название.
Подчиняется административному округу Верхняя Бавария. Входит в состав района Мисбах. Население составляет 6664 человека (на 31 декабря 2010 года). Занимает площадь 79,16 км².

## Известные люди, родившиеся в Шлирзе
- Зингер, Рольф (1906—1994) — ботаник и миколог, автор системы агариковых грибов.
- Васмайер, Маркус (род. 1963) — немецкий горнолыжник, двукратный олимпийский чемпион 1994 года